# Schlawiner (Fernsehserie)
Schlawiner ist eine österreichische Fernsehserie, die seit 2010 von Breitwandfilm zusammen mit dem ORF und dem BR produziert wird. Sie stellt eine Mischung aus Comedy und Mockumentary dar. Regie führt Paul Harather, der in den 1990er-Jahren durch Filme wie Cappuccino Melange oder Indien bekannt wurde. Die erste Staffel wurde von Juni 2009 bis November 2010 gedreht. Eine weitere wurde im Sommer 2012 hergestellt. Während der Coronakrise wurde am 7. April 2020 eine Spezialfolge mit dem Namen „Lagerkoller“ auf ServusTV ausgestrahlt.

## Inhalt
Die Serie handelt von Personen in verschiedenen Lebenssituationen, deren Verhalten sie jede Folge in Probleme führt. In den Folgen werden neben den Handlungen auch Interviews der einzelnen Charaktere im dokumentarischen Stil gezeigt.

## Episoden
Staffel 1
- (1, 1): Dr. Malakoff
- (2, 2): Schnaps ist Schnaps
- (3, 3): Der Schweiger Effekt
- (4, 4): Das Hümel
- (5, 5): Der Teppich
- (6, 6): Das Keksdebakel
- (7, 7): Die Suppe
- (8, 8): Die falsche Wurst
- (9, 9): Die Putzfrau
- (10, 10): Die Therme
- (11, 11): Die Maus
- (12, 12): Gspusi

Staffel 2
- (1, 13): Schau ma mal
- (2, 14): Walker
- (3, 15): Shit Happens
- (4, 16): Nur das Eine
- (5, 17): Operation Korkfisch
- (6, 18): Hot Nights
- (7, 19): Kuckuck
- (8, 20): Schwarz auf Weiß
- (9, 21): Brain Damage
- (10, 22): Alles über Rosie

Staffel 3
- (1, 23): Teufelszeug
- (2, 24): Landpartie
- (3, 25): Ein bisschen schwanger
- (4, 26): Schnuffipuffi
- (5, 27): Das Walter-Dilemma

## Special
- Lagerkoller – Das Quarantäne Special: Gedreht im März 2020, Erstausstrahlung am 7. April 2020 auf Servus TV. Sowohl die Dreharbeiten als auch der Inhalt stehen in dieser Folge im Zeichen der Maßnahmen zur Bekämpfung der Coronapandemie[2].

## Rezeption
Laut den Daten der AGTT lagen die Quoten der Serie etwa leicht über dem Schnitt von ORF eins. Die Rezeption in den Medien war großteils positiv. In der Wochenzeitung Falter wurde Schlawiner als Kaisermühlen Blues der Generation Umhängetasche und kleines Meisterwerk bezeichnet.
Die Ausstrahlungsrechte der Serie wurden nach Dänemark an den Sender DR verkauft, der sie im Original mit Untertiteln ausstrahlen will.

## Ausstrahlung
Die erste Staffel wurde 2011 im ORF und im Bayerischen Rundfunk ausgestrahlt. Die zweite Staffel lief seit Di., 22. Jänner 2013 auf ORF eins in der ORF-Fernsehprogrammschiene „DIE.NACHT“. Anfang April gab Breitwandfilm die Produktion einer dritten Staffel bekannt. Diese erschien im Herbst 2013 mit der zweiten Staffel auf DVD.
Seit 13. April 2018 läuft die erste Staffel von Schlawiner auf dem Wiener Lokalsender W24.

## Auszeichnungen
- intermedia-globe-Gold beim WorldMediaFestival